# Difuzor (termodinamică)
În dinamica fluidelor și termodinamică un difuzor este un canal divergent (cu secțiunea crescătoare în sensul curgerii). În funcție de raportul de presiuni de la capetele sale și de viteza fluidului la intrare (în secțiunea cea mai mică) el poate transforma energia cinetică a fluidului în energie potențială (scade viteza de curgere și crește presiunea statică, de exemplu la un ejector), sau invers (să crească viteza și să scadă presiunea fluidului, de exemplu în partea finală a ajutajelor reactive ale motoarelor de rachetă).

## Construcție
Difuzoarele pot fi axiale sau radiale.
Un difuzor axial este o conductă evazată uniform cu unghiul {\displaystyle \alpha .} Între unghiul {\displaystyle \alpha ,} diametrul la intrare, d, cel de la ieșire, D și lungimea L există relația:
{\displaystyle 2\tan {\frac {\alpha }{2}}={\frac {D-d}{l}}}
De obicei {\displaystyle \alpha \leq 15\dots 30^{\circ }}. Cu cât unghiul {\displaystyle \alpha } este mai mare, cu atât posibilitatea desprinderii fluidului de peretele difuzorului este mai mare, caz în care funcționarea difuzorului este necorespunzătoare.
Nu este obligatoriu ca secțiunea să varieze liniar, de exemplu difuzoarele motoarelor de rachetă au o variație curbilinie a secțiunii. De asemenea, nu este obligatoriu ca axa mediană să fie rectilinie, în paletajele turbinelor partea divergentă are axa curbă.
Un difuzor radial este format din două discuri plane alăturate, la o anumită distanță unul de celălalt. Fluidul intră prin mijlocul discurilor și iese prin secțiunea de la periferia lor. Deoarece distanța dintre discuri este constantă, secțiunea de curgere variază liniar cu raza.

## Funcționarea
La analiza funcționării efectele frecării pot fi uneori importante, dar de obicei sunt neglijate. Conductele care conțin fluide care curg cu viteză mică pot fi de obicei analizate folosind ecuația lui Bernoulli. Analiza curgerilor cu viteze mai mari de Mach 0,3 necesită, de obicei, relațiile pentru fluide compresibile, cum ar fi relația Saint-Venant.
Dacă viteza fluidului la intrare este subsonică, curgerea în întregul difuzor va fi subsonică. Pe măsură ce secțiunea crește, viteza scade și crește presiunea, energia cinetică a fluidului transformându-se în energie potențială (dată de presiune). 

## Difuzorul supersonic

Curgere supersonică într-un difuzor

Dacă la intrare viteza fluidului este egală cu Mach = 1 sau mai mare, în funcție de forma difuzorului și presiunea de la intrare se poate calcula viteza și presiunea de la ieșire. Pot să apară următoarele situații:
- Dacă presiunea de la ieșire este exact cât presiunea mediului, se obține un jet compact, optim.
- Dacă presiunea de la ieșire este mai mare decât presiunea mediului, jetul continuă să se destindă turbulent în afara difuzorului, disipând energia excedentară prin frecare și unde de șoc și sonore.
- Dacă presiunea de la ieșire ar trebui să fie mai mică decât presiunea mediului, undeva în interiorul difuzorului jetul se va desprinde de perete, va exista un salt de presiune (undă de șoc) , iar jetul se va îngusta până la secțiunea corespunzătoarei presiunii mediului. Desprinderea determină o funcționare necorespunzătoare a difuzorului.

## Aplicații
Difuzoarele subsonice sunt des folosite în sistemele de încălzire, ventilare și aer condiționat.
Difuzoarele supersonice sunt folosite la partea finală a ajutajelor convergent-divergente ale motoarelor cu  reacție și ale rachetelor.